# Чемоданов, Степан Иванович
Степа́н Ива́нович Чемода́нов (21 марта 1909, Калеево, Вятская губерния — 1 декабря 1996, Киров) — советский военачальник, военный лётчик, генерал-майор авиации (19.8.1944).

## Биография
Родился в деревне Калеево в бедной крестьянской семье. Русский.

## Военная служба
В сентябре 1929 года был призван в РККА, после чего служил в 7-м стрелковом полку 3-й Крымской стрелковой дивизии. В августе 1930 года окончил полковую школу и был направлен учиться в 1-ю военную школу летчиков им. А. Ф. Мясникова. По её окончании с июля 1931 года проходил службу в 11-й авиабригаде ВВС МВО в должностях пилота 34-й авиаэскадрильи, младшего летчика 61-й авиаэскадрильи, старшего летчика 59-й авиаэскадрильи. Член ВКП(б) с 1932 года. В июле 1933 года был переведен на должность старшего летчика в 115-ю авиаэскадрилью 29-й авиабригады. В августе бригада была передислоцирована в ЗабВО, где в ноябре Чемоданов назначается командиром корабля в этой эскадрилье. В декабре 1936 года он переведен в 113-ю авиаэскадрилью, здесь был командиром авиаотряда, а с апреля 1938 года — инспектором по технике пилотирования бригады. С августа 1938 года исполнял должность помощника командира 4-й эскадрильи 4-го тяжелобомбардировочного полка, принимал участие в событиях на Халхин-Голе, с декабря 1939 года командовал эскадрильей в 4-м дальнебомбардировочном авиаполку в составе 23-й авиабригады ВВС ЗабВО.

### Великая Отечественная война
В начале войны Чемоданов продолжал командовать эскадрильей в этом полку. В конце июля полк убыл на фронт, где вошел в состав 42-й дальнебомбардировочной авиационной дивизией 3-го дальнебомбардировочного авиакорпуса АДД. 27 июля 1941 года он назначен заместителем командира этого полка. Полк действовал в полосе Западного фронта, совершал боевые вылеты на бомбардировку ж.-д. узлов и аэродромов в городах Варшава, Сувалки, Остроленка, Бяла-Подляска, Вильнюс, Орша, Барановичи, Бобруйск, военно-промышленных объектов противника в районах Люблин, Варшава и Кенигсберг, мотомеханизированных соединений и резервов группы армий «Центр».
5 октября 1941 года Чемоданов получил тяжелое ранение и до апреля 1942 года находился в госпитале. По излечении он вновь был заместителем командира 4-го авиаполка ДД в составе 3-й авиадивизии ДД, с 10 мая — командовал этим полком. Полк под его командованием совершил 82 успешных боевых вылета по крупным промышленным и политическим центрам Берлин, Вена, Кенигсберг, Данциг, Будапешт, Бухарест, Варшава, Гдыня, Краков. Кроме того, проделал большую работу по защите Москвы, Ленинграда и Сталинграда, содействовал наземным войскам в оборонительных и наступательных операциях на Волховском, Калининском, Центральном, Брянском, Юго-Западном и Южном фронтах.
С мая 1943 года полковник Чемоданов — командир 6-й гвардейской авиадивизией ДД в составе 1-го гвардейского авиакорпуса ДД, с января 1945 года — 16-й гвардейской бомбардировочной авиадивизией. В этой должности участвовал в Курской битве, Смоленской, Мемельской, Будапештской, Восточно-Прусской, Кёнигсбергской, Восточно-Померанской и Берлинской наступательных операциях.
В период с июля 1941 года по май 1945 года Чемоданов лично совершил 31 боевой ночной вылет на бомбардировку войск и объектов противника.
За время войны комдив Чемоданов был три раза персонально упомянут в благодарственных в приказах Верховного Главнокомандующего.

### Послевоенное время
После войны генерал-майор авиации Чемоданов продолжал командовать 6-й гвардейской авиадивизией ДД.
С апреля 1946 года состоял в резерве отдела кадров Дальней Авиации ВС СССР.
В сентябре 1946 года генерал-майор авиации Чемоданов уволен в запас по болезни.
Жил в городе Киров, работал в нём на хозяйственных должностях, и председателем Кировского областного комитета ДОСААФ.
Указом Президента Российской Федерации от 7 ноября 1995 года награждён орденом Жукова.

## Награды
РФ
- орден Жукова (07.11.1995)

СССР
- орден Красного Знамени (11.09.1941)[3]
- два ордена Суворова II степени (14.04.1945[5], 29.05.1945[3])
- орден Кутузова II степени (19.08.1944)[6]
- орден Александра Невского (12.03.1943)[7]
- орден Отечественной войны I степени (06.04.1985)[8]
- орден Красной Звезды (03.11.1944)[9]

медали в том числе:
- «За оборону Ленинграда»
- «За оборону Москвы»
- «За оборону Сталинграда» (28.07.1943)[6]
- «За победу над Германией в Великой Отечественной войне 1941—1945 гг.»
- «За взятие Будапешта»
- «За взятие Кёнигсберга»
- «За взятие Берлина»
- «Ветеран труда»
- знак «50 лет пребывания в КПСС»

Приказы (благодарности) Верховного Главнокомандующего в которых отмечен С. И. Чемоданов.
- За овладение городом и крепостью Гданьск (Данциг) — важнейшим портом и первоклассной военно-морской базой немцев на Балтийском море. 30 марта 1945 года. № 319.
- За овладение штурмом крепостью и главным городом Восточной Пруссии Кенигсберг — стратегически важным узлом обороны немцев на Балтийском море. 9 апреля 1945 года. № 333.
- За овладение городами Франкфурт-на-Одере, Вандлитц, Ораниенбург, Биркенвердер, Геннигсдорф, Панков, Фридрихсфелъде, Карлсхорст, Кепеник и прорыв в столицу Германии Берлин. 23 апреля 1945 года. № 339.

Других государств
- орден Полярной Звезды (МНР, 1938)
- медали МНР